# 케이조쿠
《케이조쿠》(일본어: ケイゾク)는 1999년 1월 8일부터 1999년 3월 19일까지 TBS에서 매주 금요일 22시 - 22시 54분에 방송된 일본의 텔레비전 드라마이다. 전 11화, 특별편 1화로 구성되었다. 2000년에는 극장판이 개봉되었다.

## 개요
'케이조쿠'라는 미궁 사건을 담당하는 경시청 수사 일과 이계 (가상의 부서)에 배속된 도쿄대 졸업 경찰 관료 시바타 준과 공안 출신 형사 마야마 토오루가 어려운 사건을 해결해 나가는 미스터리 드라마이다. 시리즈 초반은 들어오는 사건을 해결해 나가는 전통적인 형사물로써, 한 화 완결의 스타일로 진행되며, 시리즈 후반을 향한 복선을 조금씩 깔아간다. 시리즈 후반에서는 마야마와 쾌락 살인범 아사쿠라를 둘러싼 이야기가 전개된다.
제목인 《케이조쿠》는 '현재도 열심히 "계속" 수사 중이다.'에서 유래한 것이다.
2010년 10월에는 본 작품의 일부 설정을 계승한 작품 《SPEC: 경시청 공안부 공안 제5과 미상 사건 특별 대책계 사건부》가 방송되었다.

## 출연진

### 수사 1과 2계
시바타 준 (24) - 나카타니 미키
마야마 토오루 (32) - 와타베 아츠로
노노무라 코타로 (59) - 류 라이타
곤도 아키오 (39) - 도쿠이 유
다니구치 쓰요시 (40) - 나가에 히데카즈
도야마 겐타로 - 나마세 가쓰히사

### 수사 1과
기도 아야 (22) - 스즈키 사리나
쓰보사카 구니오 (60) - 이즈미야 시게루
사오토메 진 (42) - 노구치 고로

### SWEEP
마다라메 시게토모 - 무라이 가즈유키

### 그 외
아사쿠라 히로토 (22)

## 각 화 줄거리

### 제1화
표면적으로, 미해결 사건 수사를 '계속'하는 수사 1과 2계에 연수중인 캐리어 시바타 준이 배치됐다. 배치 첫날 2계에 1년 전 〈욧카이치시 회사원 살인사건〉에서 죽었을 피해자 다다에게 전화를 받았다는 문의가 들어온다. 전화를 받은 남자 시무라가 다다와 만날 약속을 했기 때문에, 따라와 달라는 의외롤 받고, 시바타와 선배 형사인 마야마는 시무라와 함께 약속 장소로 가게된다. 결국 다다는 나타나지 않았으나, 시바타는 마야마와 함께 다다가 살해당한 사건의 재수사에 들어간다.
다다 요이치 - 누쿠미즈 요이치
고향인 욧카이치 시에서 살해당한 회사원. 사건 전에 중학교 동창들에게 같이 놀자고 전화를 했다. 바람피는 것부터 뇌물 수수까지 오타의 모든 걸 알고있다. 성실한 성격으로 정의감이 강하며, 30살부터 발기부전이 되어 이혼당했다.
오타 게이코 - 아키요시 구미코
오타의 아내. 오타가 일으킨 사건을 속죄하기 위해 봉사 활동을 하고있다.
오타 고지 - 오코우치 히로시
사건의 피의자. 다다의 회사 선배로, 후배인 다다를 아꼈으나, 거래처에서 뇌물을 받은 사실을 고발한 다다에게 증오를 품고있다. 현재 소식이 끊겼으며, 전국 수배중.
시무라 - 무라마쓰 도시후미
다다의 마작 동료. 다다에게 죽기 전에 빌려 준 20만엔을 돌려달라는 전활 받는다.

## 제작진
- 각본 - 니시오기 유미에, 시미즈 히가시 (8회만 공동 각본)
- 프로듀서 - 우에다 히로키
- 연출 - 츠츠미 유키히코, 카네코 후미노리, 이마이 나츠키, 이사노 히데키
- 기획 협력 - 마키타 코우지
- 촬영 - 카라사와 사토루, 마다라메 시게토모
- 조명 - 이시다 켄지
- 음악 - 미타케 아키라
- 주제가 - 나카타니 미키 〈Chronic Love〉

### 방영일 및 부제, 시청률
| 텔레비전 시리즈                           | 텔레비전 시리즈  | 텔레비전 시리즈             | 텔레비전 시리즈 |
| 각화                                      | 방송일           | 부제                        | 시청률          |
| ----------------------------------------- | ---------------- | --------------------------- | --------------- |
| mystery1                                  | 1999년 1월 8일   | 죽은자로부터의 전화         | 13.0%           |
| mystery2                                  | 1999년 1월 15일  | 얼음의 사형대               | 13.7%           |
| mystery3                                  | 1999년 1월 22일  | 도청 된 살인                | 10.8%           |
| mystery4                                  | 1999년 1월 29일  | 묵으면 반드시 죽는 방       | 14.5%           |
| mystery5                                  | 1999년 2월 5일   | 미래가 보이는 남자          | 15.7%           |
| mystery6                                  | 1999년 2월 12일  | 사상 최악의 폭탄마          | 14.1%           |
| mystery7                                  | 1999년 2월 19일  | 죽음을 부르는 저주의 서양화 | 14.3%           |
| mystery8                                  | 1999년 2월 26일  | 안녕! 사랑하는 살인귀       | 14.7%           |
| mystery9                                  | 1999년 3월 5일   | 과거는 미래에게 복수한다    | 15.2%           |
| mystery10                                 | 1999년 3월 12일  | 두개의 눈                   | 13.2%           |
| THE LAST                                  | 1999년 3월 19일  | 죽음의 키스                 | 14.0%           |
| 특별편                                    |                  |                             |                 |
| PHANTOM                                   | 1999년 12월 24일 | 죽음을 계약하는 저주의 나무 | 14.1%           |
| 평균 시청률: 13.9%                        |                  |                             |                 |
| (시청률은 간토 지방·비디오 리서치사 조사) |                  |                             |                 |

## 영화
《영화 케이조쿠》(일본어: 映画 ケイゾク Beautiful Dreamer)는 1999년 방송된 텔레비전 드라마의 극장판 영화로, 일본에서는 2000년 3월 4일에 개봉됐으며, 12.5엔의 흥행수입을 올렸다. 주요 무대인 야쿠진 섬의 촬영은 오키나와현 미야코섬에서 이뤄졌다.

## 출연진
연속 드라마 출연진 참조.

### 게스트 출연
기리시마 나나미 - 고유키
하세가와 유코 - 기타기리 하이리
노노무라 아키코 - 이즈미 핀코
노노무라의 아내.

## 주제가
- 나카타니 미키 〈Chronic Love <Remix Version>〉

## 같이 보기
- 트릭
- SPEC: 경시청 공안부 공안 제5과 미상 사건 특별 대책계 사건부